# Admontia finisterrae
Admontia finisterrae är en tvåvingeart som beskrevs av Cortes 1986. Admontia finisterrae ingår i släktet Admontia och familjen parasitflugor. Inga underarter finns listade i Catalogue of Life.